# Elatophilus pullus
Elatophilus pullus är en insektsart som beskrevs av Kelton och Anderson 1962. Elatophilus pullus ingår i släktet Elatophilus och familjen näbbskinnbaggar. Inga underarter finns listade i Catalogue of Life.